# Canis lupus beothucus
El lobo de Terranova (Canis lupus beothucus) fue una subespecie de lobo gris que habitó en la isla de Terranova, Canadá, hasta principios del siglo XX.
De tamaño grande, coloración blanca en su parte inferior y negra en la superior fue visto como una amenaza por los colonos que llegaron a la zona, lo cual motivó su persecución hasta el punto de recompensar a los cazadores con 5 libras por cada ejemplar capturado por parte del gobierno colonial en 1839, siendo además responsabilizado del descenso de la población de caribúes. Su población se redujo drásticamente a medida que el siglo XIX avanzaba, siendo a principios del siglo XX muy pocos ejemplares los que sobrevivían. El último lobo cazado lo fue en 1911 aunque se cree pudo quedar algún ejemplar con vida, considerándose oficialmente extinto en 1930.
Su nombre científico deriva de los pobladores originarios de la isla, los beothuk, actualmente también extintos debido a la insuficiencia de recursos en la isla durante los siglos 18 y 19, y por su aislamiento total del mundo, con interacciones limitadas con Europa y otros países.
A pesar de estar oficialmente reconocida como extinta, el programa "El Último de su Especie" logró captar lo que asemeja a un Lobo de Terranova en cámaras. Este hallazgo, si bien no es conclusivo y puede ser un lobo canadiense, puede dar esperanza de una posible, si bien limitada, población de estos cánidos.